# Minskoff Theatre
Il Minskoff Theatre è un teatro di Broadway sito nel quartiere di Midtown Manhattan di New York.

## Storia
Il teatro, progettato dagli architetti Kahn & Jacobs, è al terzo piano dell'One Astor Plaza ed ha aperto al pubblico il 13 marzo 1973 con un revival di Irene con Debbie Reynolds. Da allora il teatro è stato la location di musical, concerti e balletti. Nel 1976 un revival di Hello, Dolly! con la sua star originale Carol Channing è stato presentato al Minskoff, mentre nel 1976 il musical di Bob Fosse Pippin ha esordito proprio in questo teatro. Un revival di West Side Story con Debbie Allen è stato invece presentato nella stagione 1980/1981. Nel 1981 ha ospitato la trentesima edizione di Miss Universo e la produzione dell'operetta The Pirates of Penzance che Joseph Papp aveva precedentemente presentato al Delacorte Theatre di Central Park durante l'estate. Nel 1989 il teatro ospitò il primo revival di Broadway del musical Cabaret, con un cast che comprendeva il Premio Oscar Joel Grey e il mezzosoprano del Metropolitan Regina Resnik.
Gli anni novanta furono caratterizzati dalle messe in scena dei musical di Andrew Lloyd Webber: Joseph and the Amazing Technicolor Dreamcoat nel 1993 e Sunset Boulevard, che rimase in scena dal 1994 al 1997 con Glenn Close, Betty Buckley ed Elaine Paige che si susseguirono nel ruolo di Norma Desmond. Nel 2002 il teatro ospitò la prima in lingua inglese del musical austriaco Tanz der Vampire che però, nonostante la presenza della star del teatro musicale Michael Crawford, fu un flop al botteghino e un fiasco con la critica. Di maggiore successo fu invece il revival del 2004 di Fiddler on the Roof con Alfred Molina, Harvey Fierstein ed Andrea Martin, mentre dal 2006 il Minskoff ospita il musical The Lion King.